# Dendryt wrocławski
Dendryt wrocławski – metoda taksonomiczna, która wykazuje się znacznym stopniem obiektywizmu. Zaproponowana została przez grupę matematyków polskich pracujących przed II wojną światową na Uniwersytecie Lwowskim, a po wojnie na Uniwersytecie Wrocławskim. Zasady metody taksonomii wrocławskiej zostały opracowane przez członków Grupy Zastosowań Państwowego Instytutu Matematycznego we Wrocławiu. Sam proces budowy dendrytu wrocławskiego, w ramach powyższej metody, jest procesem wieloetapowym.

## Etapy tworzenia dendrytu
1. Wyznaczenie macierzy odległości taksonomicznych. Do jej utworzenia można wykorzystać na przykład odległość euklidesową. Należy pamiętać o tym, że macierz ta jest symetryczna, a główna przekątna składa się z samych zer.
2. Ustalenie najmniejszych wartości wskaźników podobieństwa, czyli odległości taksonomicznych w ramach danych dla poszczególnych obiektów. Należy więc wybrać najmniejszą wartość liczbową osobno w każdym wierszu lub w każdej kolumnie.
3. Przyjmuje się, że każdy obiekt to wierzchołek dendrytu, a wskaźnik podobieństwa to jego więzadło, a następnie łączy się ze sobą obiekty wskazane przez odległości w kroku drugim.
4. Jeżeli otrzymany dendryt nie jest spójny (składa się z kilku części), należy w taki sposób powtórzyć postępowanie, aby utworzyć spójną całość. Należy więc wyszukać dla każdego z wierzchołków oderwanego fragmentu kolejną najniższą wartość wskaźnika podobieństwa i wybrać taką najmniejszą spośród nich, która na pozwoli połączenie obu fragmentów dendrytu. Postępowanie takie powtarzamy do czasu, aż dendryt nie będzie stanowił jednego kawałka.

- Najprościej jest rozpocząć wyszukiwanie od najmniejszego fragmentu dendrytu. Np. gdy jedna część ma 3 wierzchołki, a druga 10, łatwiejszy jest wybór najniższego wskaźnika spośród trzech, a nie dziesięciu.

## Zastosowanie
Dendryt wrocławski używany jest do grupowania w skupienia obiektów jak najbardziej do siebie podobnych. Jego główną zaletą jest możliwość określenia liczby wynikowych grup. Liczba tych grup zależy od przyjętej wartości krytycznej.

### Sposoby ustalania wartości krytycznej
Ze wzoru: c=xśr+μ·s, gdzie:
- xśr – średnia z wartości użytych w dendrycie wskaźników podobieństwa
- s – odchylenie standardowe tych wartości
- μ – liczba z przedziału (0,5; 1,5)
- Dowolna liczba przyjęta w danym przypadku.

Po ustaleniu wartości krytycznej usuwa się wszystkie więzadła, których wskaźniki podobieństwa mają wartość wyższą od krytycznej. Powstałe w ten sposób części dendrytu reprezentują skupienia obiektów najbardziej do siebie podobnych.